# Otto Dänecke
Otto Dänecke (* 7. Juli 1892 in Groß Santersleben; † 4. Juli 1953) war ein deutscher Politiker der Blockpartei Christlich-Demokratische Union Deutschlands (DDR). Er war von 1950 bis 1953 Abgeordneter der Volkskammer der DDR.

## Leben
Dänecke ging nach dem Besuch der Volksschule bei einem Tischler und Zimmerer in die Lehre. Er wurde Zimmermeister mit eigenem Betrieb in Groß Santersleben. Nach dem Ende des Zweiten Weltkriegs trat er der Christlich-Demokratischen Union Deutschlands (CDU) bei. Dänecke war später Ortsvorsitzender der Nationalen Front in Groß Santersleben.
Von Oktober 1950 bis zu seinem Tod im Juli 1953 gehörte er mit dem Mandat der CDU der Volkskammer der DDR an. Dänecke war im August 1950 vom Politischen Ausschuss der CDU als Kandidat bestätigt worden. Er trat an die Stelle des zurückgezogenen Kandidaten Julius Wilhelm Richter.
Dänecke war verheiratet und Vater von zwei Töchtern. Er starb drei Tage vor seinem 61. Geburtstag.